# Bloedbad in Hungerford op 19 augustus 1987
Het bloedbad in Hungerford was een schietpartij op 19 augustus 1987 in het Britse Hungerford. Op die dag schoot de 27-jarige Michael Robert Ryan zonder aanwijsbaar motief zestien mensen dood en verwondde hij vijftien anderen, alvorens zelfmoord te plegen.
De schietpartij had een verscherping van de wetgeving omtrent vuurwapens in het Verenigd Koninkrijk tot gevolg.